# Stanisław Nagy
Pour les articles homonymes, voir Nagy.
Stanisław Kazimierz Nagy (en français Stanislas Casimir Nagy), né à Bieruń Stary (Haute-Silésie) le 30 septembre 1921, et mort à Cracovie le 5 juin 2013, est un théologien, cardinal polonais de l'Église catholique romaine. 

## Biographie

### Prêtre
Il est ordonné le 8 juillet 1945 pour la congrégation des prêtres du Sacré-Cœur de Jésus (dehoniens).
Jeune prêtre, il est recteur du petit séminaire des dehoniens à Cracovie-Płaszów, puis du grand séminaire de Tarnów en Pologne.
En 1972, il enseigne à l'université catholique de Lublin.
Il a été membre de la Commission théologique internationale.

### Cardinal
Il est créé cardinal, non électeur, par Jean-Paul II lors du consistoire du 21 octobre 2003 avec le titre de cardinal-diacre de S. Maria della Scala.
Il avait été consacré archevêque in partibus d'Hólar (de) quelques jours auparavant.
Il est l'auteur de nombreux ouvrages sur Jean-Paul II, dont il a été longtemps un collaborateur et ami.

## Ouvrages
- Europa krzyżem bogata. Od Golgoty do Strasburga
- Tak! Wielki. Czyn i osoba bł. Jana Pawła II

## Décorations
- Commandeur avec étoile de l'ordre Polonia Restituta[3]